# Cooptação
A cooptação é um sistema de organização pela qual uma associação qualquer de pessoas nomeia internamente os seus próprios membros, sem dependência de critérios externos.
Em termos muito gerais e teóricos, podem contrapor-se à cooptação, como sistemas de eleição de cargos e de participação em associações, os de eleição por parte de eleitores, os de status social atribuído (direito consuetudinário ou de casta), os de eleição por sorteio e os de adesão livre e direta por parte do interessado.

## Exemplos de cooptação
- No Império Romano, durante a época dos Antoninos, os imperadores elegiam o sucessor em vida, legalizando a situação sem levar em conta o princípio hereditário, ado(p)tando o dito sucessor cooptado como filho.
- A Igreja Católica elege os que serão sacerdotes por cooptação, diferentemente, por exemplo, do hinduísmo, onde os sacerdotes não são eleitos, mas se verifica se pertencem a uma determinada casta por direito hereditário de nascimento.
- Em alguns países, os juízes do Poder Judiciário são eleitos exclusivamente pelo tribunal supremo do referido país, sem interferência do Poder Executivo ou do Poder Legislativo, o que também configura um caso de cooptação.
- Dentro das Forças Armadas da maior parte dos países, a oficialidade  ascende na carreira por designação de um oficial de nível superior.
- O Comitê Internacional da Cruz Vermelha elege seus membros entre os cidadãos suíços.[1]